# The Future Fire
The Future Fire es una pequeña revista en línea de ciencia ficción a cargo de un conjunto de editores británico-estadounidense. La revista fue lanzada en enero de 2005 y emite comunicados cuatro veces al año, con historias, artículos y reseñas en los formatos HTML y PDF. A veces (sobre todo entre 2006-2007) los problemas aparecieron de forma más esporádica que en otras ocasiones.

## Contenido
The Future Fire publica ficción y no ficción. La ficción que publica es ficción especulativa, Cyberpunk y fantasía oscura, con un enfoque en temas sociales, políticos y mundanos. En el área de no ficción publica reseñas y entrevistas, como las realizadas a Cory Doctorow, autor de Down and Out in the Magic Kingdom, y Kevin Warwick el científico de los Cyborg, artículos sobre nuevos medios de comunicación, posthumanismo, y la inteligencia artificial. En 2010 The Future Fire publicó temas de ciencia ficción feminista y ciencia ficción LGBT.
The Future Fire ha publicado historias de:
- Neil Aires
- Terry Grimwood
- Steven Pirie
- Malena Salazar Maciá
- Brett Alexander Savory
- Richard Thieme
- Lynda Williams